# Synodontia cochlearifolia
Synodontia cochlearifolia là một loài rêu trong họ Dicnemonaceae. Loài này được Thér. mô tả khoa học đầu tiên năm 1910.